# Джанет Собель
Джанет Собель, до шлюбу Дженні Леховська (31 травня 1893/4, Дніпро (Катеринослав), Україна — 11 листопада 1968, Плейнфілд, США) — українсько-американська художниця, винахідниця техніки дріпінгу, широко використаної в роботах Джексона Поллока, «бабуся американського абстрактного експресіонізму».

## Життєпис
Народилася на сході України в період масштабних національно-релігійних утисків євреїв у Російській імперії. Її батько Барух, виходець із середовища селян, загинув у єврейському погромі. Утікаючи від переслідувань, мати, Фанні Кінчук, з Дженні та іншими дітьми перебралися в 1908 році до США. Початково родина мешкала на острові Елліс (Нью-Йорк). 
У 16 років Дженні вступила в шлюб з ювеліром, українським євреєм Максом Собелем (Михайлом Цибульським). Згодом народила п'ятеро дітей.

## Мистецька кар'єра
У роки шлюбу Леховська-Собель була зайнята домогосподарством та вихованням 5 дітей, аж поки в її 19-літнього сина Сола не з'явився хист до малювання. Згідно з історикинею мистецтва Гейл Левін, одна історія свідчить, що Джанет почала малювати поверх деяких малюнків, які Сол приніс додому з уроків мистецтва. За іншою історією Сол, ще навчаючись у середній школі, виграв стипендію Ліги студентів мистецтва, від якої, всупереч волі матері, намагався відмовитися. Коли Джанет спробувала переконати сина продовжити навчання, він вигукнув: «Якщо ти так цікавишся мистецтвом, чому б тобі не малювати?».
Джанет Собель активно працювала з бризками та розливами фарби на поверхні полотен, що витворювало безпрецедентний мистецький стиль.
Перша серія творів характеризується примітивістською поезією мрійливих форм, що пливуть у чарівних пейзажах з левітаційною привабливістю, що нагадує містичні видіння Марка Шагала, чия власна фольклорна уява була викувана насильством погромів. Але невдовзі образне оповідання поступається місцем більш неоднозначно аморфній каденції вираження, яка виходить за межі сюрреалістичних імпульсів до чистої абстракції. Велика кількість рослинних мотивів нагадує українське селянське мистецтво.
Без прищепленої вірності будь-якій мистецькій школі чи упереджень щодо відповідності матеріалів, Собель почала грати як з тим, що може сказати картина, так і з тим, як вона може це сказати. Використовуючи такі нетрадиційні інструменти, як скляні піпетки, щоб розбризкувати фарбу, і сильне всмоктування вакууму, щоб перетягувати вологі бризки в тонкі павутинки, які жоден традиційний пензель не міг обертати, вона атакувала поверхню полотен, розкладених на підлозі, оркеструючи рідкий ліризм розливи, бризки та плювки, яких ніколи раніше не бачили. Ранні роботи Собель позначені впливами єврейського художника Марка Шагала та француза Жана Дюбюффе.
Результатом стали такі твори, як «Чумацький Шлях» (1945) — тиха симфонія тонких емалевих завитків і бурхливих бризок, яку Собель створила за два роки до того, як Поллок почав створювати власні роботі, такі як «Галактика» (1947). Деякі творчі збіги можна віднести до стимулів однакового культурного середовища митців. Окрім цього, на Поллока глибоко вплинула робота Собель.
Майже так само швидко, як Собель почала експериментувати зі створенням зображень, її син Сол зацікавився її роботами, він почав звертатися самого Шагала, впливового колекціонера мистецтва Сідні Дженіса, Віллема де Кунінга, Марка Ротко та Поллока з метою популяризувати роботи матері.
У 1944 році Собель була на шляху до того, щоб стати помітною фігурою на нью-йоркській мистецькій сцені, дебютувавши того року персональною виставкою в галереї Puma на 57-й вулиці — виставка, яка отримала широку оцінку за відзначила «вражаючу витонченість» її робіт та «абсолютно необмежену» уяву Дженіс. Згодом роботи Собель були включені до видатної виставки «Абстрактний і сюрреалістичний живопис в Америці».
Свого часу Пеґґі Ґуґґенгайм звернула увагу на молодого художника Джексона Поллока, і саме через знайомих з її кола той відкрив для себе картини та мистецьку техніку Джанет Собель. Пізніше він неодноразово висловлював захоплення роботами Собель та визнавав її вплив на техніку дріпінгу, широко використовувану як самим Поллоком, так й іншими представниками американського абстрактного експресіонізму.
Шалений успіх у мистецькому середовищі не перетворився для Собель на тривале прижиттєве визнання. Через проблеми зі здоров'ям, значною мірою внаслідок тривалої роботи та експериментів з фарбами, художниця до 1948 року була змушена обмежитися роботою з гуашшю, кольоровими олівцями та подібними засобами, цілковито відмовившись від технічних інновацій попереднього періоду.
Феномен домогосподарки, що зробила професійну мистецьку кар'єру світового рівня, ще певний час висвітлювали американські феміністки, однак інтерес поступово згасав за відсутності нових виставок художниці.

## Смерть
Джанет Собель померла в умовах цілковитого забуття широкою публікою 11 листопада 1968 року в Плейнфілді (штат Нью-Джерсі).
Некролог на її пам'ять опубліковано в газеті The New York Times лише в липні 2021 року.

## Основні роботи
- Pro and Contra («За» і «Проти»), 1941 рік — картина нагадує дитячі спогади художниці: віньєтка з фігурами в регіональному вбранні в обрамленні каскадів стилізованих квітів нагадує українське ремесло[9];
- Through the Glass, («Через скло»), 1944 рік — Собель наблизилася до абстракції, зберігаючи виразну групу філігранних фігур, намальованих безпосередньо на склі[9].
- Milky Way («Чумацький шлях»), 1945 рік — у цій картині Собель досягла мармурової поверхні, схожої на дорогоцінний камінь, за допомогою швидковисихаючої емалі. Її автоматичну техніку порівнюють із технікою сюрреалістів. Джейн відповіла: «Я малюю лише те, що відчуваю»[10].
- Робота без назви, 1946 рік;

Дві останні картини експонуються в нью-йоркському Музеї сучасного мистецтва.

## Виставки
- 1944: Janet Sobel, Puma Gallery, Нью-Йорк
- 1946: Paintings by Janet Sobel, Art of the Century Gallery, Нью-Йорк
- 1962: Janet Sobel Paintings and Drawings, Swain's Art Store, Плейнфілд, Нью-Джерсі
- 2002: Janet Sobel: Selected Works from the Artist's Estate, Gary Snyder Fine Art, Нью-Йорк
- 2005, Janet Sobel, D.C. Moore, Нью-Йорк
- 2010: Janet Sobel: Drip Paintings and Selected Works on Paper, Gary Snyder/Project Space, Нью-Йорк
- 2023: Action, Gesture, Paint: Women Artists and Global Abstraction 1940-1970, Лондонська галерея Вайтчепел[11]